# Baroxyton
Baroxyton är ett 1853 konstruerat bleckblåsinstrument med det vida tonomfånget kontra-d till ettstrukna a.